# Khetia
Khetia é uma cidade e uma nagar panchayat no distrito de Barwani, no estado indiano de Madhya Pradesh.

## Demografia
Segundo o censo de 2001, Khetia tinha uma população de 14 265 habitantes. Os indivíduos do sexo masculino constituem 52% da população e os do sexo feminino 48%. Khetia tem uma taxa de literacia de 66%, superior à média nacional de 59,5%: a literacia no sexo masculino é de 75% e no sexo feminino é de 58%. Em Khetia, 15% da população está abaixo dos 6 anos de idade.